# Ontario (jezero)
Ontario je slatkovodno jezero u Sjevernoj Americi jedno od pet Velikih jezera.

## Opis
Na sjevernoj obali nalazi se kanadska pokrajina Ontario, na južnoj poluotok Niagara i američka savezna država New York.
U jezero utječe rijeka Niagara koje dovodi vodu iz jezere Erie, dok se rijekom St. Lawrence jezero Ontario izlijeva u zaljev St. Lawrence.

## Vanjske poveznice
|  | Zajednički poslužitelj ima još gradiva o temi Ontario (jezero) |